# Groupe de NGC 6949
Le groupe de NGC 6949 comprend au moins quatre galaxies situées dans la constellation de Céphée. La distance moyenne entre ce groupe et la Voie lactée est d'environ 36,8 Mpc (∼120 millions d'al). Trois de ces galaxies brillent dans le domaine des rayons X.

## Membres
Le tableau ci-dessous liste les trois galaxies mentionnées dans un article de Sengupta et Balasubramanyam paru en 2006. Ces trois galaxies brillent dans le domaine des rayons X. 
Ce même groupe est aussi mentionné dans un article publié par A.M. Garcia en 1993, Ce même groupe est aussi mentionné dans un article publié par A.M. Garcia en 1993, mais il y ajoute une galaxie, soit UGC 11616.
| Nom       | Classification | Type                 | α (J2000.0)    | δ (J2000.0)   | Vitesse radiale (km/s) | Magnitude apparente | Distance (Mpc) | Diamètre (kal) |
| --------- | -------------- | -------------------- | -------------- | ------------- | ---------------------- | ------------------- | -------------- | -------------- |
| NGC 6949  | Sc             | Spirale              | 20h 35m 06.92s | 64° 48′ 10.1″ | 2763 ± 6               | 13,8                | 38,4 ± 2,7     | 91             |
| UGC 11613 | Sdm            | Spirale magellanique | 20h 39m 44.19s | 63° 35′ 53.8″ | 2671 ± 2               | 14,07 ± 0,04        | 36,9 ± 2,6     | 66             |
| UGC 11636 | SBcd?          | Spirale barrée       | 20h 47m 27.33s | 64° 28′ 45.5″ | 2559 ± 4               | 11,575 ± 0,062 A    | 35,3 ± 2,5     | 78             |
| UGC 11616 | SBcd?          | Spirale barrée       | 20h 47m 13.45s | 63° 30′ 38.4″ | 2646 ± 4               | 12,172 ± 0,124 A    | 36,5 ± 2,6     | 62             |

- A Dans l'infrarouge proche.

Le site DeepskyLog permet de trouver aisément les constellations des galaxies mentionnées dans ce tableau ou si elles ne s'y trouvent pas, l'outil du site constellation permet de le faire à l'aide des coordonnées de la galaxie. Sauf indication contraire, les données proviennent du site NASA/IPAC.. 